# Ellen Burstynová
Ellen Burstynová, rozená Edna Rae Gillooly (* 7. prosince 1932, Detroit, Michigan, USA) je americká modelka a herečka, nositelka ceny Americké filmové akademie Oscar (celkově ze šesti nominací), držitelka americké divadelní Ceny Tony jakož i několika nominací na Cenu Emmy.

## Životopis
V mládí vystřídala několik povolání, pracovala například jako servírka. Po studiích na střední technické škole v Michiganu působila, mimo jiné, jakožto dirigentka roztleskávaček, modelka, později jako tanečnice v montrealském baru, tehdy používala pseudonym Keri Flynnová. Později na počátku její herecké dráhy užívala pseudonymy Erica Deanová a Ellen McRaeová. Začínala jako sboristka a představitelka drobných epizodních rolí v televizních seriálech. V roce 1957 debutovala v divadle na Broadwayi.
Od počátku 60. let se začala objevovat v televizi, nicméně do širšího diváckého povědomí se dostala až v roce 1963 letech díky svému úspěšnému účinkování v televizním seriálu The Doctors (česky: Lékaři). Na počátku 70. let absolvovala hereckou průpravu v hereckém studiu u Lee Strasberga, po jehož smrti se společně s Al Pacinem stala jeho uměleckou ředitelkou.
Mezi holywoodské herecké hvězdy ji zařadil teprve film Poslední filmové představení v roce 1971, za níž byla poprvé nominována na Zlatý globus i na Oscara. V roce 1973 následoval film Vymítač ďábla, za nějž byla opět nominována na obě výše zmíněné ceny. V roce 1974 si zahrála ve snímku Alice už tu nebydlí, za který získala Oscara i britskou cenu BAFTA. V témže roce získala i americkou divadelní cenu Tony. V roce 1978 byla opět nominována na Oscara za přepis úspěšné divadelní hry ve snímku Příští rok ve stejnou dobu, kde si zahrála s Alanem Aldou.

## Zajímavost
Jedná se i o držitelku nominace na ceny Emmy z roku 2006 za herecký výkon, který trval přesně 14 sekund, což je dosavadní historický rekord.